# Leichtathletik-Weltmeisterschaften 2017/Teilnehmer (Ghana)
| Gelbes Symbol für Goldmedaillen mit stilisierten Olympischen Ringen | Graues Symbol für Silbermedaillen mit stilisierten Olympischen Ringen | Braundes Symbol für Bronzemedaillen mit stilisierten Olympischen Ringen |
| ------------------------------------------------------------------- | --------------------------------------------------------------------- | ----------------------------------------------------------------------- |
| —                                                                   | —                                                                     | —                                                                       |

Von Ghana wurden sechs Athletinnen und zwei Athleten für die Weltmeisterschaften in London nominiert.

## Ergebnisse

### Frauen

#### Laufdisziplinen
| Athletin                                                                                      | Disziplin | Vorlauf    | Vorlauf | Halbfinale         | Halbfinale         | Finale             | Finale             |
| Athletin                                                                                      | Disziplin | Zeit       | Platz   | Zeit               | Platz              | Zeit               | Platz              |
| --------------------------------------------------------------------------------------------- | --------- | ---------- | ------- | ------------------ | ------------------ | ------------------ | ------------------ |
| Janet Amponsah                                                                                | 200 m     | 23,77 s    | 37      | nicht qualifiziert | nicht qualifiziert | nicht qualifiziert | nicht qualifiziert |
| Gemma Acheampong Janet Amponsah Akua Obeng-Akrofi Flings Owusu-Agyapong Persis William-Mensah | 4 × 400 m | 43,68 s SB | 10      |                    |                    | nicht qualifiziert | nicht qualifiziert |

#### Sprung/Wurf
| Athletin  | Disziplin  | Qualifikation | Qualifikation | Finale             | Finale             |
| Athletin  | Disziplin  | Weite/Höhe    | Platz         | Weite/Höhe         | Platz              |
| --------- | ---------- | ------------- | ------------- | ------------------ | ------------------ |
| Nadia Eke | Dreisprung | 13,54 s       | 23            | nicht qualifiziert | nicht qualifiziert |

### Männer

#### Laufdisziplinen
| Athlet         | Disziplin | Vorlauf     | Vorlauf | Halbfinale         | Halbfinale         | Finale             | Finale             |
| Athlet         | Disziplin | Zeit        | Platz   | Zeit               | Platz              | Zeit               | Platz              |
| -------------- | --------- | ----------- | ------- | ------------------ | ------------------ | ------------------ | ------------------ |
| Emmanuel Dasor | 400 m     | DNS         | DNS     | –––                | –––                | –––                | –––                |
| Alex Amankwah  | 800 m     | 1:47,56 min | 32      | nicht qualifiziert | nicht qualifiziert | nicht qualifiziert | nicht qualifiziert |